# Corcelles (Champdor-Corcelles)
Corcelles è un comune francese soppresso e frazione del dipartimento dell'Ain della regione dell'Alvernia-Rodano-Alpi. Dal 1º gennaio 2016 si è fuso con il comune di Champdor per formare il nuovo comune di Champdor-Corcelles.

## Società

### Evoluzione demografica
Abitanti censiti